# Artista della Casa imperiale
Artista della Casa imperiale  (帝室技芸員?, Teishitsu Gigei-in) era un titolo onorifico assegnato in Giappone in ambito artistico.

## Storia
Il titolo onorifico fu istituito nel 1890 dall’imperatore del Giappone nell’ambito delle iniziative volte alla promozione e sostegno delle arti e delle tecniche artigianali giapponesi. Il titolo onorifico veniva assegnato da una apposita commissione nominata dal Ministero per la casa imperiale e prevedeva sia un compenso diretto a compensare le spese per studi nella propria attività artistica sia una pensione per la vecchiaia a fronte della realizzazione di opere d’arte destinate al Palazzo imperiale di Tokyo e ad altre residenze imperiali, e anche alle attività istituzionali e di rappresentanza dell’imperatore. 
Il titolo di Artista della Casa imperiale fu assegnato a pittori, scultori, orafi, incisori, tintori di tessuti, fotografi, artigiani della lacca.
Solo alcune opere sono entrate a far parte del patrimonio del Museo nazionale di Tokyo e del Museo delle collezioni imperiali, mentre la maggior parte sono possedute dalla famiglia imperiale e non sono esposte al pubblico.
L’onorificenza fu abolita nel 1947.
Successivamente a questa data e tuttora, gli artisti possono essere sostenuti dal governo attraverso il sistema del Tesoro nazionale vivente.

## Lista degli artisti beneficiari del titolo onorifico[1]

### Per la pittura tradizionale o nihonga
- Kōno Bairei
- Kishi Chikudō
- Kanō Eitoku Tatsunobu
- Gyokudō Kawai
- Mochizuki Gyokusen
- Kawabata Gyokushō
- Hashimoto Gahō
- Domoto Inshō
- Shimomura Kanzan
- Mori Kansai
- Hashioto Kansetsu
- Araki Kanpo
- Taki Katei

- Kikuchi Keigetsu
- Matsubayashi Keigetsu
- Imao Keinen
- Mori Kinsei
- Kaburaki Kiyokata
- Kumagai Naohiko
- Kokei Kobayashi
- Kobori Tomoto
- Seison Maeda
- Komuro Suiun
- Takeuchi Seihō
- Nishiyama Suishō
- Tazaki Sōun

- Taikan Yokoyama
- Tomioka Tessai
- Terasaki Kōgyō
- Morizumi Tsurana
- Shōen Uemura
- Noguchi Yūkoku
- Yasuda Yukihiko
- Noguchi Shōin
- Yamamoto Shunkyo
- Shibata Zeshin (nominato anche per le lacche)
- Yamana Tsurayoshi

### Per la pittura occidentalizzante o yōga
- Umehara Ryūzaburo
- Okada Saburōsuke
- Kuroda Seiki

- Nakazawa Hiromitsu
- Fujishima Takeji
- Yasui Sōtarō

- Wada Eisaku

### Per il cloisonné
- Namikava Sōsuke
- Namikawa Yasuyuki

### Per la scultura
- Asakura Fumio
- Asahi Gyokuzan
- Ishikawa Kōmei

- Shinkai Taketarō
- Takamura Kōun
- Takeuchi Hisakazu

- Hirakushi Denchū

### Per la ceramica
- Tozan Ito
- Hazan Itaya

- Suwa Sozan
- Seifu Yohei

- Miyagawa Kozan

### Per la lacca
- Ikeda Taishin
- Kawanbe Icchō

- Shirayama Shōsai
- Shibata Zeshin (nominato anche per la pittura)

### Per l’incisione
- Nakai Keisho

### Per l’architettura
- Itō Heizaemon
- Sasaki Iwajirō

### Per la fotografia
- Ogawa Isshin

### Per il tessuto
- Kishi Kōkei

- Date Yasuke

- Kawashima Jinbei

### Per l’oreficeria
- Kanō Natsuo
- Unno ShōMin
- Kagawa Katsuhiro
- Katori Hotsuma

- Tsukada ShūKyō
- Hirata Muneyuki
- Shimizu Nanzan

- Suzuki Chōkichi
- Miyatomo Kanenori
- Gassan Sadakazu